# Komplet graf
En Komplet Graf er et begreb inden for grafteorien og betegner en simpel graf, hvor alle par af knuder er forbundet med én kant. Disse grafer spiller en vigtig rolle inden for grafteorien.
En komplet graf Kn er en uorienteret graf med n knuder og {\displaystyle {n \choose 2}={\frac {n(n-1)}{2}}} kanter.

## Eksempler
Tabellen herunder viser afbildninger af komplette grafer Kn for n mellem 1 og 8, samt antallet af kanter i hver.
| {\displaystyle K_{1}:0}  | {\displaystyle K_{2}:1}  | {\displaystyle K_{3}:3}  | {\displaystyle K_{4}:6}  |
| ------------------------ | ------------------------ | ------------------------ | ------------------------ |
|                          |                          |                          |                          |
| {\displaystyle K_{5}:10} | {\displaystyle K_{6}:15} | {\displaystyle K_{7}:21} | {\displaystyle K_{8}:28} |
|                          |                          |                          |                          |